# 레오니트 안드레예프
레오니트 니콜라예비치 안드레예프(러시아어: Леони́д Никола́евич Андре́ев, 1871년 8월 21일 ~ 1919년 9월 12일)는 러시아의 극작가, 소설가이다.

## 소개

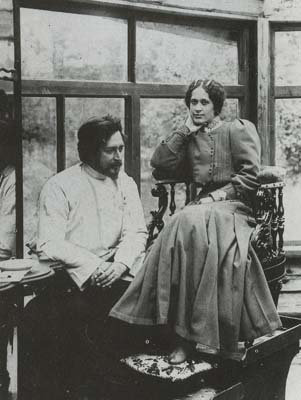
레오니트 안드레예프와 두번째 부인인 안나

러시아 중부 도시 오룔에서 태어났다. 가난한 빈민촌에서 보낸 유년시절에 대한 인상은 그의 작품에 잘 반영되어 있다. 아버지의 사망으로 생활고가 가중되자 그림을 팔고 개인 교습을 해주면서 생활했다.
대부분의 유년 시절을 가난한 빈민촌에서 보낸 안드레예프는 이때의 인상을 자신의 작품들에서 묘사하고 있다. 1891년, 페테르부르크대학교 법학부에 입학한 안드레예프는 생활고로 인한 호구지책으로 문학작품을 쓰기 시작했다. 1892년 그는 잡지 ＜별＞에 굶고 있는 학생을 묘사한 최초의 단편소설 ＜가난과 부＞를 발표했다. 1893년, 학비를 못내 페테르부르크대학교에서 제적된 후 그는 모스크바대학교 법학부에 편입했다. 1894년, 또다시 사랑에 실패한 안드레예프는 자살을 시도해 그 결과 만성 심장병을 얻게 되었다.
1897년 변호사 자격을 획득하고 모스크바 대학교 법학부를 졸업한 그는 잠시 변호사로 일하다가 ＜모스크바 통보＞의 법정 통신원으로 근무했다. 같은 해 말 그는 신문 ＜파발꾼＞에 법정 관련 기사를 쓰고, 체계적인 문학 활동을 시작했다. 1898년 발표한 단편 ＜바르가모트와 가라시카＞로 문학적 명성을 얻게 되었다. 초기 단편들에서 안드레예프는 소외된 계층에 대한 관심을 표명하고 있다. 따라서 가난에 시달리며 기쁨을 잃어버린 아이들, 밑바닥 인생을 사는 사람들, 하층 관리들, 기술자, 부랑자, 거지, 도둑, 창녀, 아이, 어른 등 부르주아 도시의 무산자들과 이들에게 가중된 삶의 무게, 괴로운 노동, 계속되는 가난속에서 살아가는 이들의 모습을 그린다. 이와 더불어 안드레예프는 인간의 개성을 억압하고 인간의 정신적 독자성을 획일화하는 사회체제에 대한 부정적 시각, 고립된 인간과 단절된 인간관계를 그리고 있기도 하다. 안드레예프는 혁명과 정치 이데올로기에서 벗어난 자유롭고 독자적인 문학, 비정치적 예술을 추구했다.
안드레예프는 1905년 러시아 혁명의 실패를 모든 사회사상의 실패로 인식했다. 그는 인간과 사회의 조화란 불가능하며, 애초부터 세상은 숙명적으로 조화롭지 못하다는 결론에 도달했고, 1917년 10월 혁명을 받아들일 수 없었던 그는 그해 핀란드로 망명했다. 1919년 9월 12일 뇌출혈로 핀란드의 시골 마을 네이볼에서 사망했다. 스탈린 시대에 안드레예프는 판금 작가로 분류되며, 1930년 이후 그의 작품은 소련에서 출판되지 않았다. 스탈린 사후 1956년 복권되어 재평가되며, 그의 유해는 레닌그라드(현재 페테르부르크)로 이장되었다.

## 주요 작품
- 붉은 웃음
- 사제 바실리 피베이스키의 삶
- 인간의 삶